# Anita Wagner
Anita Wagner, geboren als Anita Spanner (Hartberg-Fürstenfeld, 22 december 1960), is een Oostenrijks zangeres.

## Biografie
Anita is vooral bekend vanwege haar deelname aan het Eurovisiesongfestival 1984, dat gehouden werd in de Luxemburgse hoofdstad Luxemburg. Met het nummer Einfag weg eindigde ze als negentiende en laatste. In 1991 waagde ze opnieuw haar kans in de Oostenrijkse preselectie, evenwel zonder succes.